# Валід Ель-Карті
Валід Ель-Карті (араб. وليد الكرتي, нар. 23 липня 1994) — марокканський футболіст, півзахисник клубу «Відад» (Касабланка) та національної збірної Марокко.

## Клубна кар'єра
У дорослому футболі дебютував 2011 року виступами за «Олімпік Хурібга», в якому провів два сезони, взявши участь у 2 матчах чемпіонату.
До складу клубу «Відад» (Касабланка) приєднався 2013 року. З командою двічі став чемпіоном Марокко, а 2017 року виграв Лігу чемпіонів КАФ. Станом на 13 грудня 2017 відіграв за клуб з Касабланки 91 матч в національному чемпіонаті.

## Виступи за збірні
2013 року виступав у складі молодіжної збірної Марокко на Середземноморських іграх, де став переможцем футбольного турніру. Наступного року у складі внутрішньої збірної Марокко взяв участь у Чемпіонаті африканських націй, ставши чвертьфіналістом. У 2015 році з молодіжною збірною став фіналістом Турніру в Тулоні, на якому був визнаний найкращим гравцем турніру.
2017 року дебютував в офіційних матчах у складі національної збірної Марокко.
| Дата       | Місто    | Господарі | Результат | Гості   | Турнір                            | Голи | Примітки |
| ---------- | -------- | --------- | --------- | ------- | --------------------------------- | ---- | -------- |
| 12-01-2014 | Кейптаун | Зімбабве  | 0 – 0     | Марокко | Чемпіонат африканських націй 2014 | -    | 75'      |
| Усього     |          | Матчів    | 1         |         | Голів                             | 0    |          |

## Досягнення
- Переможець Ісламських ігор солідарності: 2013
- Переможець Середземноморських ігор: 2013
- Чемпіон Марокко (2): 2014/15, 2016/17
- Переможець Ліги чемпіонів КАФ: 2017
- Переможець Чемпіонату африканських націй: 2018, 2020